# دیازن
دیازن (به انگلیسی: Diazene) یک ترکیب شیمیایی با شناسه پاب‌کم ۱۲۳۱۹۵ و فرمول (NH)2 است. شکل ظاهری این ترکیب، گاز زردرنگ است. دیازن دو ایزومر فضایی E و Z دارد. ممکن است به‌جای هیدروژن در ترکیبات مختلف، گروه‌های عاملی متفاوتی قرار بگیرند؛ مانند حلقه فنیلی در ترکیب آزوبنزن (از ترکیبات آزو). اغلب دیازن‌ها رنگی هستند و در تولید رنگ‌ها و جوهر به‌کار می‌روند.